# Justicia austrosinensis
Justicia austrosinensis är en akantusväxtart som beskrevs av Hsien Shui Lo och D. Fang. Justicia austrosinensis ingår i släktet Justicia och familjen akantusväxter. Inga underarter finns listade i Catalogue of Life.